# Microregione di Sorocaba
Sorocaba è una microregione dello Stato di San Paolo in Brasile, appartenente alla mesoregione di Macro Metropolitana Paulista.

## Comuni
Comprende 15 comuni:
- Alumínio
- Araçariguama
- Araçoiaba da Serra
- Cabreúva
- Capela do Alto
- Iperó
- Itu
- Mairinque
- Porto Feliz
- Salto
- Salto de Pirapora
- São Roque
- Sarapuí
- Sorocaba
- Votorantim